# Созанский, Юрий
Юрий Созанский (1926, Гродно, Белостокское воеводство — 2 мая 2014, Коломна, Московская область) — советский пианист, дирижёр, композитор, педагог, ученый-музыковед.

## Биография
Родился в 1926 году[уточнить] в городе Гродно в семье учительницы и военнослужащего. Происходит из именитого роду австрийских баронов фон Тюрк Созанских — выходцев из украинских священнослужителей, польской шляхты Корчак де Ворона и галицейских сподвижников национально освободительной идеи — семьи Коссак.
Как выпускник Дрогобычской гимназии, получая музыкальное образование в классе выдающихся музыкальных деятелей Б. Пюрка и В. Барвинского, уже в 14 лет заявляет о себе юным пианистом-виртуозом. Завершив экстерном Дрогобычское Музыкальное училище (1957 г.,сегодня им. В. А. Барвинского), поступает сначала на теоретический факультет Киевской консерватории, который с отличием завершает по классу доктора музыковедения Горюхиной Н. А. и О. Шреер — Ткаченко (1962 г.), а после — аспирантуру оперно-симфонического дирижирования в классах Н. Рахлина и М. Канерштейна (1966 г.).
Свое обучение в консерватории совмещает с работой дирижёром и зав. музыкальной частью Ивано-Франковского Обл.-Муздрам-театра, где музыкально оформляет свыше десяти спектаклей (рукописи), таких как:
1. «И один в поле воин» к пьесе Ю Дольда — Михайлика.
2. К спектаклю «Миллион за улыбку».
3. «Иван да Марья» к сказке В. Гольдфельда.
4. «Пришла любовь» к комедии М. Зарудного.
5. «Встаньте легионы» к пьесе В. Евлампиева.
6. Увертюра к пьесе «Кармалюк»
7. «Лиха искра» к пьесе Ив. Тобилевича и другие

Кроме этих спектаклей музыкальный портфель Юрия Созанского пополняется фортепианными, хоровыми и вокальными произведениями.
В 1965 г. — приехавший вместе с женой Скориной Фридой Сергеевной (направленной Министерством Культуры УССР на работу заведующей кафедрой теории и истории музыки во вновь образованный Музыкально-Педагогический Институт в Донецке), Юрий Созанский регулярно выступает с концертами симфонического оркестра Донецкой Филармонии, а как руководитель секцией структурного анализа НТСО консерватории развертывает значительную музыкально-исследовательскую работу.
Донецкий период был самым продуктивным и активным в жизни Юрия Созанского. Работая на двух кафедрах — теории музыки и народных инструментов, — он не прекращал концертной деятельности с оркестром Донецкой Филармонии, Донецкого музыкального училища и Донецкой консерватории. Осуществил более 50 рукописных научных работ, в которых постепенно выкристаллизовывается глобальная концепция его будущей музыкальной семиотики. Среди них:
- Диалектика комплекса выразительных средств как семиотический аспект анализа музыкальной драматургии.
- Семантика контраста.
- Методологическое значением музыкального метаязыка.
- Музыка и числа.
- Точные методы и музыкальное искусство.
- Переменность в соотношении музыкальной темы и музыкального образа.
- Типы драматургии в инструментальной музыке.
- Музыкальная драматургия как изучение конфликта через исследование контрсквозного.
- К вопросу о драматургии в инструментальной музыке.
- К вопросу о музыкальной драматургии. Анализ I части Сонаты op.2 № 1 Л. Бетховена.
- Деформация как принцип отражения субъективного. Роль финала в драматургии цикла 27 Симфонии Мясковского.
- Точные методы и музыкальное искусство.

Отстаивание собственных научных взглядов приводит к ряду конфликтов в Донецке и в Москве. В начале 1980-х гг. всё это заканчилось психическим срывом и депрессией.
Потерявший надежду на продолжение научной деятельности и защиты диссертации, Юрий Созанский воспользовался приглашением очень прогрессивного для своего времени и прагматичного директора Чарджоуского музыкального училища Дж. Розыва (Туркменистан). К началу 1981/1982 учебного года он оказывается уже в эпицентре музыкальной жизни города, как дирижёр полулюбительского-полупрофессионального симфонического оркестра, а также педагогом, ищущим новые, более прогрессивные методы, обучения для местных, плохо владеющих русским языком, туркменских ребят. Он постоянно выступает в фортепианном дуэте со своей женой Созанской Валентиной. В этот период, он составляет инновационные учебные программы по музыкальной литературе (закладывая в них не исторический принцип, а принцип культурологической смежности и близости материала), осуществляет переводы научной музыковедческой литературы (Ю. Созанский свободно владеет несколькими языками), составляет экзаменационные и проверочные экспресс таблицы.
В апрельском концерте 1996 года был отмечен его семидесятилетний («Юбилей-70»).
В программу концерта было включено десять различных жанров (скрипка, фортепиано, вокал, ансамбли) из его музыкального наследия.
Следующий Юбилей 80-летия состоялся в Дрогобыче, когда сам Юрий Созанский в это время уже выходит на пенсию. Но, по воле судеб, именно на это время приходится возрождение имени Юрия Созанского у себя на родине. Оно полностью исходит из инициативы его сестры Елены-Галины Клымкив-Созанской многолетней заведующей музыкальной студией при Львовской Национальной Академии имени Николая Лысенко. Она инспирирует к 80-летнему юбилею своего брата издание книги «Юрий Созанский. Воспоминания. Материалы. Исследования», в которой, кроме опубликования воспоминаний обоих Созанских — брата и сестры, — были помещены отдельные разделы «Музыкальной Семиотики».
Поддержка второй супруги — Валентины, вместе с постоянными отзывами и запросами земляков из Галиции помогли состояться его «делу жизни». Книга «Юрий Созанский. Музыкальная семиотика» появилась в 2008 году в издании Львовской Музыкальной Национальной Академии имени Николая Лысенко. Так течение времени, когда в научном мире все чаще стали фигурировать понятия семантики, семиотики, структурализма, совпадает с возвращением Юрия Созанского к своей диссертации, в свое время далеко опередившей будущее, оставаясь актуальной и для современности. «Музыкальная семиотика» Юрия Созанского, затрагивая огромнейший круг музыкознания, выходит за пределы музыкологических исследований, поднимаясь до уровня эпистемологии не только в сфере гуманитарных наук, но и, что является на диво показательным — в ареал физико-математических, лингвистических, кибернетических и многих других, казалось бы очень далеких от музыковедения наук. Этим автор подтверждает одну из генеральных особенностей процессов глобализации современности, внося вклад своей работой в создание МЕТА-теории — как знака огромного синтеза пройденного человечеством пути.
В 2013 году Юрий Созанский вместе с женой переехал в Россию в город Коломна к детям.
Скончался 2 мая 2014 года в возрасте 88 лет от тяжёлого ишемического инсульта. Похоронен на Украине (Киевской области Боярка, 2014 года).

## Публикации
- Созанский Ю. Воспоминания. Материалы. Исследования. Львов: Сполом, 2006ю 187 с.
- Созанский Ю. Музыкальная семиотика (научная монография). Львов: Сполом, 2008. 522 с.
- Созанский Ю. Нотный сборник: « Из моего скромного творческого наследия». Издан к годовщине памяти. Львов: Сполом, 2015. 140 с.